# Evelise Veiga
Evelise Maria Tavares da Veiga (née le 3 mars 1996 à Praia, au Cap-Vert) est une athlète portugaise, spécialiste du saut en longueur et du triple saut.

## Biographie
Evelise Veiga naît à Praia, la capitale du Cap-Vert. Elle acquiert la nationalité portugaise en 2012.
Elle termine 5e des Jeux méditerranéens de 2018 à Tarragone avec 6,61 m (+ 2,0 m/s), record personnel. Le 9 août, en qualifications des championnats d'Europe de Berlin, elle égale cette performance et se qualifie pour la finale, où elle se classe 8e (6,47 m).
Le 29 mai 2019, à Maia (Portugal), elle réalise 14,32 m au triple saut, record personnel explosé, et réalise les minima pour les championnats du monde 2019 et les Jeux olympiques de 2020.
Le 9 juillet 2019, elle remporte la médaille d'argent du saut en longueur de l'Universiade d'été de Naples avec 6,61 m, record personnel égalé à nouveau, derrière l'Ukrainienne Maryna Bekh-Romanchuk (6,84 m),. Egalement qualifiée pour la finale du triple saut, elle décroche une seconde médaille d'argent avec 13,81 m, battue de neuf centimètres par l'Ukrainienne Olha Korsun.
Aux Championnats nationaux à Lisbonne, elle remporte un nouveau titre au saut en longueur en réalisant pour la 4e fois son record à 6,61 m (+ 2,0 m/s), et termine 2e au triple saut avec 14,24 m (venté) derrière Patrícia Mamona.

## Palmarès
| Date | Compétition                             | Lieu       | Résultat | Epreuve          | Marque     |
| ---- | --------------------------------------- | ---------- | -------- | ---------------- | ---------- |
| 2015 | Championnats d'Europe juniors           | Eskilstuna | 9e       | Longueur         | 6,02 m     |
| 2015 | Championnats d'Europe juniors           | Eskilstuna | 10e      | Triple saut      | 12,61 m    |
| 2017 | Championnats d'Europe par équipes       | Vaasa      | 2e       | Longueur         | 6,36 m     |
| 2017 | Championnats d'Europe espoirs           | Bydgoszcz  | 5e       | Longueur         | 6,43 m     |
| 2017 | Championnats d'Europe espoirs           | Bydgoszcz  | 12e      | Triple saut      | 13,00 m    |
| 2018 | Championnats de la méditerranée espoirs | Tunis      | 1re      | Longueur         | 6,26 m     |
| 2018 | Championnats de la méditerranée espoirs | Tunis      | 2e       | Triple saut      | 13,65 m    |
| 2018 | Jeux méditerranéens                     | Tarragone  | 5e       | Longueur         | 6,61 m     |
| 2018 | Championnats d'Europe                   | Berlin     | 8e       | Longueur         | 6,47 m     |
| 2019 | Jeux européens                          | Minsk      | 4e       | Longueur         | 6,58 m     |
| 2019 | Universiade                             | Naples     | 2e       | Longueur         | 6,61 m     |
| 2019 | Universiade                             | Naples     | 2e       | Triple saut      | 13,81 m    |
| 2019 | Championnats d'Europe par équipes       | Sandnes    | 3e       | Triple saut      | 13,94 m    |
| 2022 | Championnats ibéro-américains           | La Nucia   | 2e       | Longueur         | 6,55 m (w) |
| 2022 | Jeux méditerranéens                     | Oran       | 3e       | Saut en longueur | 6,54 m     |

## Records
| Épreuve          | Épreuve   | Marque  | Lieu      | Date           |
| ---------------- | --------- | ------- | --------- | -------------- |
| Saut en longueur | Plein air | 6,71 m  | Castellón | 29 juin 2021   |
| Saut en longueur | En salle  | 6,58 m  | Glasgow   | 5 février 2022 |
| Triple saut      | Plein air | 14,32 m | Maia      | 29 mai 2019    |
| Triple saut      | En salle  | 13,68 m | Pombal    | 1er mars 2020  |